# Morcourt (Aisne)
Morcourt è un comune francese di 604 abitanti situato nel dipartimento dell'Aisne della regione dell'Alta Francia.

## Società

### Evoluzione demografica
Abitanti censiti